# Zesdaagse van Kopenhagen
De Zesdaagse van Kopenhagen is een jaarlijkse wielerwedstrijd die teruggaat tot het jaar 1934. Deze eerste zesdaagse werd gewonnen door de Duitsers Willy Funda en Hans Pützfeld. De zesdaagse heeft enkele onderbrekingen gehad in de jaren 1940 tot 1950, 1961 tot 1975 en 2000, 2001, 2003 en 2004. Mede om deze redenen werd in 2007 pas de 45e editie gehouden. Daarvan werden 40 edities verreden in het Forum København in Frederiksberg.
De zesdaagse van Kopenhagen werd van 2001 tot en met 2019 gehouden in de Ballerup Super Arena op een houten indoorbaan met een lengte van 250 m, gebouwd in 2001. Vanaf 2021 is de Royal Arena in Ørestad de locatie.
Recordwinnaar is de Australiër Danny Clark met acht overwinningen.

## Erelijst

### Mannen elite
| Editie                                 | Jaar                                   | Datum                                  | Locatie                                | Koppels                                | Winnaars                                     | Tweede                                       | Derde                                        |
| Driedaagse (DBCs 3-dagesløb København) | Driedaagse (DBCs 3-dagesløb København) | Driedaagse (DBCs 3-dagesløb København) | Driedaagse (DBCs 3-dagesløb København) | Driedaagse (DBCs 3-dagesløb København) | Driedaagse (DBCs 3-dagesløb København)       | Driedaagse (DBCs 3-dagesløb København)       | Driedaagse (DBCs 3-dagesløb København)       |
| -------------------------------------- | -------------------------------------- | -------------------------------------- | -------------------------------------- | -------------------------------------- | -------------------------------------------- | -------------------------------------------- | -------------------------------------------- |
| 62                                     | 2024                                   | 7-9 november                           | Royal Arena                            | 14                                     | Michael Morkov Tobias Aagaard Hansen         | Lasse Norman Leth Robin Juel Skivild         | Yoeri Havik Vincent Hoppezak                 |
| 61                                     | 2023                                   | 9-11 november                          | Royal Arena                            | 14                                     | Michael Morkov Niklas Larsen                 | Theodor Storm Lasse Norman Hansen            | Aaron Gate Matias Malmberg                   |
| 60                                     | 2022                                   | 10-12 november                         | Royal Arena                            | 15                                     | Fabio Van Den Bossche Lindsay De Vylder      | Jules Hesters Matias Malmberg                | Vincent Hoppezak Philip Heijnen              |
| 59                                     | 2021                                   | 11-13 november                         | Royal Arena                            | 16                                     | Michael Morkov Lasse Norman Hansen           | Aaron Gate Matias Malmberg                   | Yoeri Havik Jan-Willem van Schip             |
| 58                                     | 2019                                   |                                        | Ballerup Super Arena                   |                                        | Yoeri Havik Jan-Willem van Schip             |                                              |                                              |
| Zesdaagse                              |                                        |                                        |                                        |                                        |                                              |                                              |                                              |
| –                                      | 2020                                   | 30 januari-4 februari                  | Ballerup Super Arena                   |                                        | Niet georganiseerd vanwege de coronapandemie | Niet georganiseerd vanwege de coronapandemie | Niet georganiseerd vanwege de coronapandemie |
| 57                                     | 2019                                   | 31 januari-5 februari                  | Ballerup Super Arena                   | 14                                     | Kenny De Ketele Moreno De Pauw               | Oliver Frederiksen Michael Mørkøv            | Yoeri Havik Matias Malmberg                  |
| 56                                     | 2018                                   | 1-6 februari                           | Ballerup Super Arena                   | 15                                     | Michael Mørkøv Kenny De Ketele               | Yoeri Havik Moreno De Pauw                   | Marc Hester Leif Lampater                    |
| 55                                     | 2017                                   | 26-31 januari                          | Ballerup Super Arena                   | 16                                     | Michael Mørkøv Lasse Norman Hansen           | Kenny De Ketele Moreno De Pauw               | Wim Stroetinga Yoeri Havik                   |
| 54                                     | 2016                                   | 4-9 februari                           | Ballerup Super Arena                   | 11                                     | Jesper Mørkøv Alex Rasmussen                 | Kenny De Ketele Moreno De Pauw               | Andreas Graf Andreas Müller                  |
| 53                                     | 2015                                   | 29 januari-3 februari                  | Ballerup Super Arena                   | 15                                     | Michael Mørkøv Alex Rasmussen                | Christian Grasmann Jesper Mørkøv             | Leif Lampater Marcel Kalz                    |
| 52                                     | 2014                                   | 30 januari-4 februari                  | Ballerup Super Arena                   | 15                                     | Robert Bartko Marcel Kalz                    | Michael Mørkøv Alex Rasmussen                | Marc Hester Leif Lampater                    |
| 51                                     | 2013                                   | 31 januari-5 februari                  | Ballerup Super Arena                   | 13                                     | Michael Mørkøv Lasse Norman Hansen           | Leif Lampater Luke Roberts                   | Franco Marvulli Jesper Mørkøv                |
| 50                                     | 2012                                   | 2-7 februari                           | Ballerup Super Arena                   | 14                                     | Iljo Keisse Marc Hester                      | Michael Mørkøv Alex Rasmussen                | Robert Bartko Leif Lampater                  |
| 49                                     | 2011                                   | 3-8 februari                           | Ballerup Super Arena                   | 14                                     | Michael Mørkøv Alex Rasmussen                | Marc Hester Jens-Erik Madsen                 | Léon van Bon Danny Stam                      |
| 48                                     | 2010                                   | 4-9 februari                           | Ballerup Super Arena                   | 13                                     | Michael Mørkøv Alex Rasmussen                | Robert Bartko Iljo Keisse                    | Franco Marvulli Bruno Risi                   |
| 47                                     | 2009                                   | 29 januari-3 februari                  | Ballerup Super Arena                   | 15                                     | Michael Mørkøv Alex Rasmussen                | Peter Schep Danny Stam                       | Franco Marvulli Bruno Risi                   |
| 46                                     | 2008                                   | 31 januari-5 februari                  | Ballerup Super Arena                   | 15                                     | Bruno Risi Franco Marvulli                   | Michael Mørkøv Alex Rasmussen                | Iljo Keisse Danny Stam                       |
| 45                                     | 2007                                   | 1-6 februari                           | Ballerup Super Arena                   | 15                                     | Bruno Risi Franco Marvulli                   | Jakob Piil Alex Rasmussen                    | Peter Schep Danny Stam                       |
| 44                                     | 2006                                   | 2-7 februari                           | Ballerup Super Arena                   | 15                                     | Danny Stam Robert Slippens                   | Kurt Betschart Franco Marvulli               | Giovanni Lombardi Jimmi Madsen               |
| 43                                     | 2005                                   | 4-9 februari                           | Ballerup Super Arena                   | 15                                     | Jimmi Madsen Jakob Piil                      | Robert Slippens Danny Stam                   | Matthew Gilmore Marco Villa                  |
| –                                      | 2004                                   | Niet georganiseerd                     | Niet georganiseerd                     | Niet georganiseerd                     | Niet georganiseerd                           | Niet georganiseerd                           | Niet georganiseerd                           |
| –                                      | 2003                                   | Niet georganiseerd                     | Niet georganiseerd                     | Niet georganiseerd                     | Niet georganiseerd                           | Niet georganiseerd                           | Niet georganiseerd                           |
| 42                                     | 2002                                   | 1-6 maart                              | Ballerup Super Arena                   | 15                                     | Matthew Gilmore Scott McGrory                | Jimmi Madsen Michael Sandstød                | Kurt Betschart Bruno Risi                    |
| –                                      | 2001                                   | Niet georganiseerd                     | Niet georganiseerd                     | Niet georganiseerd                     | Niet georganiseerd                           | Niet georganiseerd                           | Niet georganiseerd                           |
| –                                      | 2000                                   | Niet georganiseerd                     | Niet georganiseerd                     | Niet georganiseerd                     | Niet georganiseerd                           | Niet georganiseerd                           | Niet georganiseerd                           |
| 41                                     | 1999                                   | 29 januari-3 februari                  | Forum København                        | 10                                     | Jimmi Madsen Tayeb Braikia                   | Etienne De Wilde Andreas Kappes              | Silvio Martinello Jesper Skibby              |
| 40                                     | 1998                                   | 31 januari-4 februari                  | Forum København                        | 10                                     | Silvio Martinello Marco Villa                | Jimmi Madsen Jens Veggerby                   | Kurt Betschart Bruno Risi                    |
| 39                                     | 1997                                   | 31 januari-5 februari                  | Forum København                        | 11                                     | Jimmi Madsen Jens Veggerby                   | Silvio Martinello Marco Villa                | Danny Clark Matthew Gilmore                  |
| 38                                     | 1996                                   | 26-31 januari                          | Forum København                        | 13                                     | Bruno Risi Kurt Betschart                    | Silvio Martinello Marco Villa                | Jimmi Madsen Jens Veggerby                   |
| 37                                     | 1995                                   | 27 januari-1 februari                  | Forum København                        | 12                                     | Danny Clark Jimmi Madsen                     | Rolf Sørensen Jens Veggerby                  | Etienne De Wilde Urs Freuler                 |
| 36                                     | 1994                                   | 28 januari-2 februari                  | Forum København                        | 10                                     | Bruno Risi Kurt Betschart                    | Jens Veggerby Etienne De Wilde               | Urs Freuler Bjarne Riis                      |
| 35                                     | 1993                                   | 29 januari-3 februari                  | Forum København                        | 10                                     | Rolf Sørensen Jens Veggerby                  | Danny Clark Anthony Doyle                    | Pierangelo Bincoletto Etienne De Wilde       |
| 34                                     | 1992                                   | 31 januari-5 februari                  | Forum København                        | 10                                     | Danny Clark Urs Freuler                      | Etienne De Wilde Constant Tourné             | Pierangelo Bincoletto Jens Veggerby          |
| 33                                     | 1991                                   | 1-6 februari                           | Forum København                        | 10                                     | Danny Clark Jens Veggerby                    | Pierangelo Bincoletto Bruno Holenweger       | Adriano Baffi Rolf Sørensen                  |
| 32                                     | 1989-2                                 | 8-13 december                          | Forum København                        | 12                                     | Danny Clark Jens Veggerby                    | Volker Diehl Roland Günther                  | Sigmund Hermann Michael Marcussen            |
| 31                                     | 1989-1                                 | 27 januari-1 februari                  | Forum København                        | 11                                     | Danny Clark Urs Freuler                      | Anthony Doyle Michael Marcussen              | Dan Frost Roman Hermann                      |
| 30                                     | 1988                                   | 29 januari-3 februari                  | Forum København                        | 13                                     | Roman Hermann Hans-Henrik Ørsted             | Danny Clark Anthony Doyle                    | Jørgen Vagn Pedersen Jesper Worre            |
| 29                                     | 1987                                   | 30 januari-4 februari                  | Forum København                        | 9                                      | Danny Clark Anthony Doyle                    | Roman Hermann Josef Kristen                  | Jørgen Vagn Pedersen Jesper Worre            |
| 28                                     | 1986                                   | 31 januari-5 februari                  | Forum København                        | 13                                     | Danny Clark Anthony Doyle                    | Gert Frank René Pijnen                       | Roman Hermann Hans-Henrik Ørsted             |
| 27                                     | 1985                                   | 25-30 januari                          | Forum København                        | 13                                     | Gert Frank Hans-Henrik Ørsted                | Danny Clark René Pijnen                      | Josef Kristen Henry Rinklin                  |
| 26                                     | 1984                                   | 27 januari-1 februari                  | Forum København                        | 11                                     | Albert Fritz Dietrich Thurau                 | Gert Frank Hans-Henrik Ørsted                | Josef Kristen René Pijnen                    |
| 25                                     | 1983                                   | 27 januari-2 februari                  | Forum København                        | 12                                     | Patrick Sercu Gert Frank                     | Danny Clark Hans-Henrik Ørsted               | Albert Fritz René Pijnen                     |
| 24                                     | 1982                                   | 28 januari-3 februari                  | Forum København                        | 12                                     | René Pijnen Patrick Sercu                    | Albert Fritz Dietrich Thurau                 | Gert Frank Hans-Henrik Ørsted                |
| 23                                     | 1981                                   | 29 januari-4 februari                  | Forum København                        | 11                                     | Albert Fritz Patrick Sercu                   | Gert Frank Hans-Henrik Ørsted                | Roman Hermann René Pijnen                    |
| 22                                     | 1980                                   | 24-30 januari                          | Forum København                        | 13                                     | Albert Fritz Patrick Sercu                   | Donald Allan Danny Clark                     | Roman Hermann Horst Schütz                   |
| 21                                     | 1979                                   | 25-31 januari                          | Forum København                        | 13                                     | René Pijnen Gert Frank                       | Donald Allan Danny Clark                     | Patrick Sercu Kim Gunnar Svendsen            |
| 20                                     | 1978                                   | 12-18 januari                          | Forum København                        | 12                                     | Danny Clark Donald Allan                     | Wilfried Peffgen Ole Ritter                  | Gert Frank René Pijnen                       |
| 19                                     | 1977                                   | 27 januari-2 februari                  | Forum København                        | 11                                     | Patrick Sercu Ole Ritter                     | Albert Fritz Wilfried Peffgen                | Roman Hermann René Pijnen                    |
| 18                                     | 1976                                   | 30 januari-4 februari                  | Forum København                        | 10                                     | Graeme Gilmore Dieter Kemper                 | Albert Fritz Wilfried Peffgen                | Günther Haritz René Pijnen                   |
| 17                                     | 1960                                   | 9-15 december                          | Forum København                        | 13                                     | Rik Van Steenbergen Emile Severeyns          | Walter Bucher Fritz Pfenninger               | Palle Lykke Jensen Kay Werner Nielsen        |
| 16                                     | 1959                                   | 4-10 december                          | Forum København                        | 12                                     | Kay Werner Nielsen Palle Lykke               | Emile Severeyns Rik Van Steenbergen          | Reginald Arnold Ferdinando Terruzzi          |
| 15                                     | 1958                                   | 5-11 december                          | Forum København                        | 12                                     | Rik van Steenbergen Emile Severeyns          | Palle Lykke Jensen Kay Werner Nielsen        | Fritz Pfenninger Jean Roth                   |
| 14                                     | 1957                                   | 6-12 december                          | Forum København                        | 10                                     | Fritz Pfenninger Jean Roth                   | Reginald Arnold Ferdinando Terruzzi          | Lucien Gillen Kay Werner Nielsen             |
| 13                                     | 1956-2                                 | 7-13 december                          | Forum København                        | 10                                     | Gerrit Schulte Lucien Gillen                 | Reginald Arnold Ferdinando Terruzzi          | Evan Klamer Kay Werner Nielsen               |
| 12                                     | 1956-1                                 | 1-7 februari                           | Forum København                        | 11                                     | Georges Senfftleben Dominique Forlini        | Gerrit Peters Gerrit Schulte                 | Evan Klamer Kay Werner Nielsen               |
| 11                                     | 1955                                   | 8-14 december                          | Forum København                        | 11                                     | Kay Werner Nielsen Evan Klamer               | Dominique Forlini Georges Senfftleben        | Lucien Gillen Ferdinando Terruzzi            |
| 10                                     | 1954                                   | 8-14 december                          | Forum København                        | 12                                     | Ferdinando Terruzzi Lucien Gillen            | Evan Klamer Kay Werner Nielsen               | Sydney Patterson Alfred Strom                |
| 9                                      | 1953                                   | 9-15 december                          | Forum København                        | 12                                     | Ferdinando Terruzzi Lucien Gillen            | Evan Klamer Kay Werner Nielsen               | Lucien Acou Achiel Bruneel                   |
| 8                                      | 1952                                   | 28 november-4 december                 | Forum København                        | 12                                     | Kay Werner Nielsen Lucien Gillen             | Alvaro Giorgetti Ib Laursen                  | Marcel Bareth Otto Olsen                     |
| 7                                      | 1951                                   | 29 november-6 december                 | Forum København                        | 10                                     | Kay Werner Nielsen Oskar Plattner            | Alvaro Giorgetti Ove-Claus Hansen            | Emile Gosselin Evan Klamer                   |
| 6                                      | 1939                                   | 3-9 februari                           | Forum København                        | 10                                     | Karel Kaers Omer De Bruycker                 | Werner Grundahl Hansen Bjorn Stieler         | Kees Pellenaars Frans Slaats                 |
| 5                                      | 1937                                   | 1-7 december                           | Forum København                        | 8                                      | Kees Pellenaars Frans Slaats                 | Albert Billiet Albert Buysse                 | Louis van Schijndel Frans van den Broeck     |
| 4                                      | 1936-2                                 | 27 november-3 december                 | Forum København                        | 8                                      | Jan Pijnenburg Frans Slaats                  | Albert Billiet Kamiel Dekuysscher            | Werner Grundahl Hansen Cor Wals              |
| 3                                      | 1936-1                                 | 30 januari-5 februari                  | Forum København                        | 9                                      | Albert Billiet Werner Grundahl Hansen        | Adolphe Charlier Roger Deneef                | Willy Falck Hansen Cor Wals                  |
| 2                                      | 1934-2                                 | 30 november-6 december                 | Forum København                        | 9                                      | Willy Falck Hansen Viktor Rausch             | Adolphe Charlier Mogens Danholt              | Willy Funda Hans Pützfeld                    |
| 1                                      | 1934-1                                 | 18-22 februari                         | Forum København                        | 9                                      | Willy Funda Hans Pützfeld                    | Willy Falck Hansen Willy Rieger              | Albert Billiet René Martin                   |

### Vrouwen elite

#### Vrouwen elite koppels
| Editie                                                             | Jaar                                                               | Datum                                                              | Locatie                                                            | Koppels                                                            | Winnaars                                                           | Tweede                                                             | Derde                                                              |
| Driedaagse (DBCs 3-dagesløb København / DBC Ballerups 3 dages løb) | Driedaagse (DBCs 3-dagesløb København / DBC Ballerups 3 dages løb) | Driedaagse (DBCs 3-dagesløb København / DBC Ballerups 3 dages løb) | Driedaagse (DBCs 3-dagesløb København / DBC Ballerups 3 dages løb) | Driedaagse (DBCs 3-dagesløb København / DBC Ballerups 3 dages løb) | Driedaagse (DBCs 3-dagesløb København / DBC Ballerups 3 dages løb) | Driedaagse (DBCs 3-dagesløb København / DBC Ballerups 3 dages løb) | Driedaagse (DBCs 3-dagesløb København / DBC Ballerups 3 dages løb) |
| ------------------------------------------------------------------ | ------------------------------------------------------------------ | ------------------------------------------------------------------ | ------------------------------------------------------------------ | ------------------------------------------------------------------ | ------------------------------------------------------------------ | ------------------------------------------------------------------ | ------------------------------------------------------------------ |
| 4                                                                  | 2024                                                               | 7-9 november                                                       | Royal Arena                                                        | 12                                                                 | Neah Evans Josie Knight                                            | Ellen Hjøllund Klinge Lisa van Belle                               | Ida Fialla Anna Margrethe Hansen                                   |
| 3                                                                  | 2023                                                               | 9-11 november                                                      | Royal Arena                                                        | 13                                                                 | Ellen Hjøllund Klinge Amalie Dideriksen                            | Marit Raaijmakers Michelle Andres                                  | Ida Fialla Anna Margrethe Hansen                                   |
| 2                                                                  | 2022                                                               | 10-12 november                                                     | Royal Arena                                                        | 12                                                                 | Neah Evans Josie Knight                                            | Marit Raaijmakers Amber van der Hulst                              | Sara Fiorin Valentina Basilico                                     |
| 1                                                                  | 2021                                                               | 11-13 november                                                     | Royal Arena                                                        | 10                                                                 | Neah Evans Katie Archibald                                         | Josie Knight Amalie Dideriksen                                     | Nora Tveit Finja Smekal                                            |

#### Vrouwen elite individueel
| Editie                                                             | Jaar                                                               | Datum                                                              | Locatie                                                            | Deeln.                                                             | Winnares                                                           | Tweede                                                             | Derde                                                              |
| Driedaagse (DBCs 3-dagesløb København / DBC Ballerups 3 dages løb) | Driedaagse (DBCs 3-dagesløb København / DBC Ballerups 3 dages løb) | Driedaagse (DBCs 3-dagesløb København / DBC Ballerups 3 dages løb) | Driedaagse (DBCs 3-dagesløb København / DBC Ballerups 3 dages løb) | Driedaagse (DBCs 3-dagesløb København / DBC Ballerups 3 dages løb) | Driedaagse (DBCs 3-dagesløb København / DBC Ballerups 3 dages løb) | Driedaagse (DBCs 3-dagesløb København / DBC Ballerups 3 dages løb) | Driedaagse (DBCs 3-dagesløb København / DBC Ballerups 3 dages løb) |
| ------------------------------------------------------------------ | ------------------------------------------------------------------ | ------------------------------------------------------------------ | ------------------------------------------------------------------ | ------------------------------------------------------------------ | ------------------------------------------------------------------ | ------------------------------------------------------------------ | ------------------------------------------------------------------ |
| 1                                                                  | 2021                                                               | 11-13 november                                                     | Royal Arena                                                        | 24                                                                 | Katie Archibald                                                    | Neah Evans                                                         | Josie Knight                                                       |